# Bukit Lumut Balai
Bukit Lumut Balai je nečinný (možná vyhaslý) stratovulkán, nacházející se v jižní části indonéského ostrova Sumatra. Vulkán sestává ze tří vulkanických center (dvě na vrcholu Bukit Lumut a jedno na Bukil Balai, který leží 5 km východně). Doba poslední erupce není známa, v oblasti Bukit Lumut se nacházejí dvě aktivní fumarolové pole.